# Pichanges
Pichanges település Franciaországban, Côte-d’Or megyében. Lakosainak száma 293 fő (2022. január 1.). Pichanges Spoy, Flacey, Gemeaux és Lux községekkel határos.

## Népesség
A település népességének változása:
| Lakosok száma | 170  | 146  | 211  | 246  | 275  | 288  | 293  | 294  | 299  | 293  |
|               | 1968 | 1982 | 1990 | 2006 | 2013 | 2015 | 2017 | 2019 | 2020 | 2022 |